# استكشاف زحل

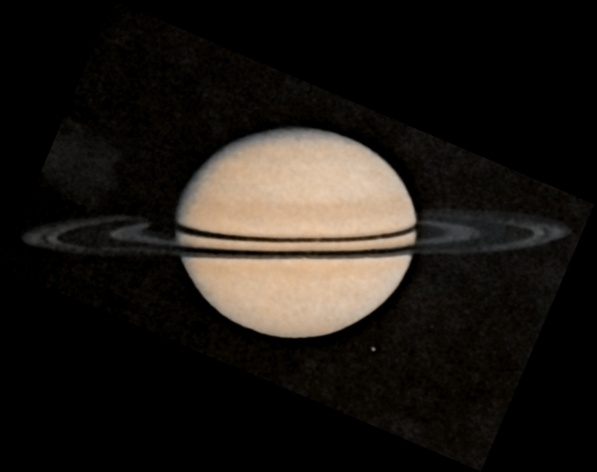
صورة بايونير 11 لكوكب زحل.

استكشاف زحل في عصر الفضاء تم بواسطة مركبات فضائية غير مؤهلة.زحل الكوكب السادس من حيث البُعد عن الشمس وهو ثاني أكبر كوكب في النظام الشمسي بعد المشتري وزحل كوكب غازي وبالتالي فإن المركبات الفضائية التي زارته لم تهبط على السطح .ولقد شكل تحليق أربع بعثات بالقرب من زحل أساسا موسعا للمعرفة حول نظام زحل. أشهر بعثة أرسلت لزحل هي بعثة المركبة الفضائية كاسيني-هويجنز التي أطلقت في عام 1997؛ وبقيت كاسيني في المدار من 2004 إلى 2017 .

## تاريخ
يظهر زحل بالعين المجردة في السماء على شكل نجم لامع، وأقدم أرصاد معروفة للكوكب هي التي قام بها سكان بلاد الرافدين سنة 650 ق.م عندما رصدوا احتجاب زحل خلف القمر. وتشير المصادر التاريخية إلى أنه تم رصد زحل من قبل كوبرنيكوس سنة 1514م وكان في برج العقرب. ورصده تيخو براهي يوم 18 آب 1563م عندما اقترن مع المشتري في برج العقرب أيضاً.
أما أول من رصد زحل بواسطة التلسكوب فهو الإيطالي غاليليو غاليلي عام 1610م، لكنه لم يستطع تمييز حلقات زحل منظاره المتواضع، ورسم حول الكوكب ثلاث كرات تلامس الكوكب من أطرافه حسبما شاهدها آنذاك. في عام 1655 تابع أعمال غاليليو كريستيان هوغنس ، وتمكن من تفسير حقيقة الحلقات وأول شخص يصفها كقرص تحيط بزحل. واستطاع أن يرسمها وبين أنها رقيقة وتنفصل عن الكوكب وليست ملتصقه به.
في عام 1675 بين الفلكي (جيوفاني كاسيني) ، أن حلقات زحل ليست جسماً صلباً لأنها لو كانت كذلك فسوف تضطرب بفعل جاذبية زحل القوية نسبياً وكان قد اكتشف إحدى الحلقات التي تنتمي إلى نظام حلقات زحل وهي الحلقة (A) كما اكتشف فاصلاً كبيراً بين الحلقتين A وB يبلغ عرضه 5 آلاف كيلومتر وسمي هذا الفاصل (فاصل كاسيني) Cassini Division.

## عصر الفضاء

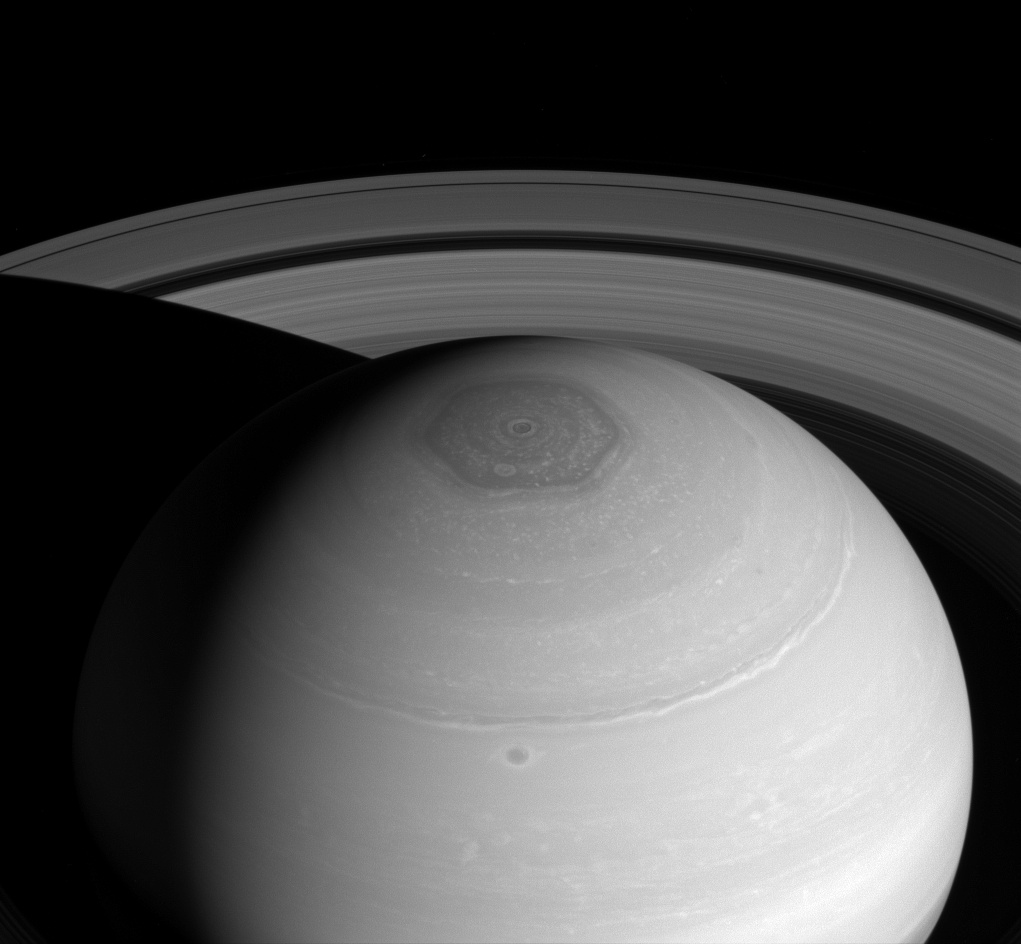
مسدس زحل والدوامة الشمالية إضافة إلى الحلقات-صورة من مسبار كاسيني (2 أبريل، 2014).

### بايونير 11
أطلق بايونير 11 في 6 أبريل 1973 وحلق بالقرب من زحل في 11 في سبتمبر 1979 على ارتفاح 20,000 كم ليكون أول مسبار فضائي يزور الكوكب. التقط بايونير 11 صور منخفضة الدقة لزحل وعدد قليل من أقماره. ولم تكن الصور جيدا بما يكفي لتمييز ميزات السطح. كما درست المركبة الفضائية الحلقات؛ واكتشفت الحلقة F الرقيقة وحقيقة أن الفجوات الحلقات المظلمة ساطعة عندما تكون متجة نحو الشمس، أو بعبارة أخرى، الفجوات ليست خالية من المواد. وقاس بيونير 11 أيضا درجة حرارة تيتان عند 250 كلفن.

### كاسيني-هويجنز
بعثة كاسيني-هويجنز هي مشروع مشترك لناسا ووكالة الفضاء الأوروبية ووكالة الفضاء الإيطالية. مهمة فضائية غير مأهولة تتلخص في استكشاف نظام كوكب زحل برمته بأدق التفاصيل الممكنة، وهي بعثة بعد بعثتي ناسا فوياجر 1 وفوياجر 2 .
للحصول على أحدث المعلومات والنشرات الإخبارية حول بعثة كاسيني-هويجنز، انظر موقع كاسيني على الويب.

## موجز البعثات إلى النظام الشمسي الخارجي
يلخص الجدول التالي البعثات الفضائية إلى النظام الشمسي الخارجي والبعثات المرسلة لكوكب زحل :
| المركبة الفضائية | المشتري                                  | زحل                               | أورانوس    | نبتون      | بلوتو      |
| ---------------- | ---------------------------------------- | --------------------------------- | ---------- | ---------- | ---------- |
| بيونير 10        | 1973 flyby                               |                                   |            |            |            |
| بيونير 11        | 1974 flyby                               | 1979 flyby                        |            |            |            |
| فوياجر 1         | 1979 flyby                               | 1980 flyby                        |            |            |            |
| فوياجر 2         | 1979 flyby                               | 1981 flyby                        | 1986 flyby | 1989 flyby |            |
| غاليليو          | 1995–2003 مسبار; 1995, 2003 الغلاف الجوي |                                   |            |            |            |
| يوليوس           | 1992, 2004 مساعدة الجاذبية               |                                   |            |            |            |
| كاسيني-هويجنز    | 2000 مساعدة الجاذبية                     | 2004–2017عربة مدارية; 2005 هويجنز |            |            |            |
| نيو هورايزونز    | 2007 مساعدة الجاذبية                     |                                   |            |            | 2015 flyby |
| جونو             | 2016– مسبار                              |                                   |            |            |            |

## البعثات المقترحة
- مهمة نظام تيتان زحل
- رحلة إلى إنسيلادوس وتيتان
- مستكشف إنسيلادوس بعثة بين الكواكب مخطط لها هدفها الهبوط على قمر زحل إنسيلادوس وتقييم وجود الحياة علية .[8]
- بعثة دراسة الحياة في إنسيلادوس (LIFE) -مهمة اعادة عينات.[9][10]
- بعثة إنسيلادوس للبحث عن حياة Enceladus Life Finder (ELF) بعثة علم أحياء فلكية لناسا تهدف إلى تقييم قابلية الحياة في المحيطات المائية الداخلية لإنسيلادوس.[11][12]

## وصلة خارجية
- NASA's Cassini mission to Saturn